# Бешаран-Кирей
Бешара́н-Кире́й (укр. Бешаран-Кірей, крымскотат. Beş Aran Kirey, Беш Аран Кирей) — исчезнувшее село в Джанкойском районе Республики Крым, располагавшееся на севере района, в степной части Крыма, примерно в 3,5 км к востоку от современного села Яснополянское.

## Динамика численности населения
| - 1805 год — 80 чел. - 1864 год — 6 чел. - 1892 год — 0 чел. | - 1900 год — 9 чел. - 1915 год — 17/27 чел. - 1926 год — 60 чел. |

## История
Первое документальное упоминание села встречается в Камеральном Описании Крыма… 1784 года, судя по которому, в последний период Крымского ханства Бешарай Гери входил в Дип Чонгарский кадылык Карасубазарского каймаканства.
После присоединения Крыма к России (8) 19 апреля 1783 года, (8) 19 февраля 1784 года, именным указом Екатерины II сенату, на территории бывшего Крымского Ханства была образована Таврическая область и деревня была приписана к Перекопскому уезду. После Павловских реформ, с 1796 по 1802 год, входила в Перекопский уезд Новороссийской губернии. По новому административному делению, после создания 8 (20) октября 1802 года Таврической губернии, Бешаран-Кирей был включён в состав Биюк-Тузакчинской волости Перекопского уезда.
По Ведомости о всех селениях в Перекопском уезде состоящих с показанием в которой волости сколько числом дворов и душ… от 21 октября 1805 года в деревне Беш-Аран-Кирей числилось 11 дворов, 75 крымских татар и 5 ясыров. На военно-топографической карте генерал-майора Мухина 1817 года деревня Бешаран обозначена с 12 дворами. После реформы волостного деления 1829 года Бешаран-Кирей, согласно «Ведомости о казённых волостях Таврической губернии 1829 года», остался в составе Тузакчинской волости. На карте 1836 года в деревне 10 дворов, а на карте 1842 года Беш-Аран-Кирей обозначен условным знаком «малая деревня», то есть, менее 5 дворов — видимо, население деревни сократилось вследствие эмиграции крымских татар в Турцию.
В 1860-х годах, после земской реформы Александра II, деревню включили в состав Бурлак-Таминской волости. В «Списке населённых мест Таврической губернии по сведениям 1864 года», составленном по результатам VIII ревизии 1864 года, Беш-Аран-Кирей — владельческая деревня, с 2 дворами и 6 жителями при колодцах. По обследованиям профессора А. Н. Козловского начала 1860-х годов, в селении «… нет другой воды кроме копаней глубиною 5—6 саженей (10—12 м). Вода в них не постоянна, притом половина копаней с пресною, а половина с солёною водою» (копань — выкопанная на месте с близким залеганием грунтовых вод яма). На трёхверстовой карте Шуберта 1865—1876 года в деревне обозначен 1 двор. Согласно «Памятной книжке Таврической губернии за 1867 год», деревня стояла покинутая, ввиду эмиграции крымских татар, особенно массовой после Крымской войны 1853—1856 годов, в Турцию.
После земской реформы 1890 года Бешаран-Гирей отнесли к Богемской волости. В «…Памятной книжке Таврической губернии на 1892 год» в сведениях о Богемской волости никаких данных о деревне, кроме названия, не приведено. По «…Памятной книжке Таврической губернии на 1900 год» на хуторе Бешаран-Кирей числилось 9 жителей в 1 дворе. По Статистическому справочнику Таврической губернии. Ч.II-я. Статистический очерк, выпуск пятый Перекопский уезд, 1915 год, в Богемской волости Перекопского уезда числилось 2 хутора Бешаран-Кирей с русским населением: просто Бешаран-Кирей — 1 двор,14 человек приписных жителей и 10 — «посторонних», из которых 16 мужчин и 8 женщин. При хуторе числилось 190 десятин удобной земли, в хозяйстве имелось 18 лошадей, 8 волов и 12 коров. Хутор Бешаран-Кирей Степана Фед. Филатова — 3 двора, 17 человек приписных жителей, из которых 8 мужчин и 5 женщин, земли и животных не числилось.
После установления в Крыму Советской власти, по постановлению Крымревкома от 8 января 1921 года № 206 «Об изменении административных границ» была упразднена волостная система и в составе Джанкойского уезда был создан Джанкойский район. В 1922 году уезды преобразовали в округа. 11 октября 1923 года, согласно постановлению ВЦИК, в административное деление Крымской АССР были внесены изменения, в результате которых округа были ликвидированы, основной административной единицей стал Джанкойский район и село включили в его состав. Согласно Списку населённых пунктов Крымской АССР по Всесоюзной переписи 17 декабря 1926 года, в селе Бешаран-Кирей, Тереклынского сельсовета Джанкойского района, числилось 12 дворов, все крестьянские, население составляло 60 человек, из них 59 русских и 1 украинец. Время упразднения селения не установлено: на подробной карте северного Крыма 1941 года на его месте безымянные постройки, как и на двухкилометровке 1942 года.